# ایندلوکسازین
ایندلوکسازین (انگلیسی: Indeloxazine) که با نام‌های تجاری الن (Elen) و نوئین (Noin) نیز به فروش می‌رسد، دارویی است که از سال ۱۹۸۸ در ژاپن برای درمان بیماری‌های مغزی-عروقی کاربرد داشته‌است.
این دارو به عنوان یک عامل رهاکننده سروتونین, مهارکننده بازجذب نوراپی نفرین و آنتاگونیست گیرنده NMDA عمل می‌کند و همچنین از راه فعال‌سازی غیرمستقیم گیرنده HT-54 , باعث افزایش رهاسازی استیل کولین می‌شود. این دارو دارای اثرات ضدتشنج و ضدافسردگی نیز هست.